# Ioan I. Russu
Ioan Iosif Russu (n. 4 decembrie 1911, Săliște, Comitatul Turda-Arieș – d. 9 septembrie 1985, Cluj-Napoca) a fost un istoric, profesor universitar, arheolog român și membru al Institutului de Istorie din Cluj.

## Date biografice
Ioan Iosif Russu s-a născut în Săliște, sat aparținător de comuna Ciurila, la nord-vest de Turda, fiul învățătorului Irimie Russu. O stradă din Turda îi poartă numele. După primele clase de liceu făcute la Cluj, și după transferul tatălui său ca învățător în Turda, continuă aici liceul din toamna anului 1924, urmând clasele V-VIII și obținând examenul de bacalaureat în anul 1928. Din toamna anului 1928 a devenit student la Facultatea de Litere, Secția Istorie, a Universității din Cluj, pe care a absolvit-o în anul 1932. După terminarea studiilor este reținut la universitate, și, la scurtă vreme, este trimis pentru continuarea studiilor la Roma, unde, ca membru al Școlii Române din Roma (Accademia di Romania) între anii 1933-1935, se specializează în epigrafie și indo-europenistică. După revenirea în țară a fost numit profesor secundar, apoi asistent universitar, șef de lucrări, cercetător, șef de sector și de secție la Institutul de Istorie și Arheologie din Cluj. A obținut titlul de doctor în litere la Universitatea din Sibiu, în 1942. Din anul 1970 a devenit membru corespondent al Academiei de Științe Sociale și Politice.

## Activitatea științifică
A contribuit la redactarea unor reviste de specialitate, ca: Anuarul Institutului de Studii Clasice (1938-1949), Acta Musei Napocensis (1964-1971), Anuarul Institutului de Istorie și Arheologie Cluj-Napoca (1973-1980) ș.a. A participat la congrese și conferințe internaționale de epigrafie și istorie antică. A colaborat activ la redactarea Dicționarului Enciclopedic Român al Academiei României, publicat în 4 volume de Editura Politică, între anii 1962-1966.
I.I. Russu a desfășurat o amplă activitate științifică timp de peste 4 decenii, publicând multe studii, articole și lucrări de istorie, epigrafie și filologie, mai ales în legătură cu sud-estul european.
A întreprins cercetări arheologice la:
- Castrul roman de la Bucium[3] în anul 1959,
- Castrul roman de la Brâncovenești[3] în anul 1977.